# Abietinaria juniperus
Abietinaria juniperus is een hydroïdpoliep uit de familie Sertulariidae. De poliep komt uit het geslacht Abietinaria. Abietinaria juniperus werd in 1884 voor het eerst wetenschappelijk beschreven door Gustav Heinrich Kirchenpauer. 